# ظاهرة كوبنر

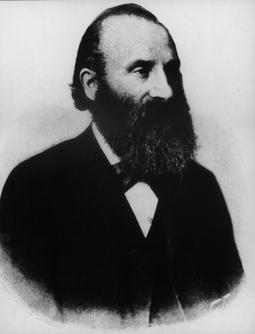

ظاهرة كوبنر (بالإنجليزية: Köbner phenomenon)‏ وتُعرف أيضاً باستجابة كوبنر أو الاستجابة المتماثلة، نسبةً إلى هنريتش كوبنر، هي ظهور أمراض جلدية على خطوط الرضح. قد تنتج ظاهرة كوبنر عن التعرض الخطي أو التهيّج. وتشمل الحالات التي تظهر فيها الآفات الخطية بعد التعرض الخطي لعامل مسبب مثل المليساء المعدية والثآليل والتهاب الجلد التماسي المحدث بالأوروشول (وهو التهاب الجلد الناجم عن التعرّض لبعض النباتات مثل السماق السام المتجذر). يمكن أن تنتشر الثآليل والآفات المعدية المعوية في أنماط خطية عن طريق الخدش الذاتي. كما تكون التهابات الجلد التوكسيكوديندرونية عادةً خطية الناتجة عن تفريش النباتات. ومن المسببات الثانوية للخدوش وهي مسببات ليست كيميائية ولا معدية: البهاق والصدفية والحزاز المسطح وحزاز النيتيدوز والنخالية الشعرية الحمراء وداء دارييه.[بحاجة لمصدر]

## التعريف
تصف ظاهرة كوبتر الآفات الجلدية التي تظهر مكان الإصابة، والتي تبدو في الحالات التالية:
- الصدفية
- النخالية الشعرية الحمراء
- لحزاز المسطح
- الثؤلول المسطح
- ليتشن نيتيدوس ‏
- البهاق
- الحزاز المتصلب
- Elastosis perforans serpiginosa
- ساركوما كابوزي
- بلى حيوي شحماني
- الذئبة الحمامية الشاملة
- الالتهاب المفصلي الروماتويدي اليفعي
- الالتهاب المفصلي اليفعي الجهازي مجهول السبب
- داء الليشمانيات الجلدي
- داء الليشمانيات

تحدث استجابة شبيهة في حالات تقيح الجلد الغنغريني ومرض بهجت، ويشار لها باسم الأرجية المتعددة.
نادراً ما تم الإبلاغ عن ظاهرة كوبنر كآلية لانتشار سرطان الدعم النخاعي الحاد.
غالباً ما تذكر الثآليل والآفات المعدية كمسببات لاستجابة كوبنر، لكن هذه تحدث نتيجة التلقيح المباشر بجزيئات فيروسية.
يمكن أن يتناقض الترتيب الخطي للآفات الجلدية في ظاهرة كوبنر مع خطوط بلاتشكو والتوزيعات الجلدية. تتبع خطوط بلاتشكو أنماط هجرة الخلايا الجنينية وتُلاحظ في بعض الاضطرابات الوراثية المزيقة (مرض الفسيفساء) مثل الفسيفساء الصباغية والقطاع الجلدي فهي خطوط على سطح الجلد تتبع توزيع جذور الأعصاب الشوكية. يتبع الطفح الجلدي الناجم عن الهربس النطاقي هذه الخطوط الجلدية.[بحاجة لمصدر]

## التاريخ
سميت ظاهرة كوبنر بهذا الاسم نسبةً إلى عالم الأمراض الجلدية الشهير غريب الأطوار الألماني هينريش كوبنر (1838–1904). اشتهر كوبنر بأعماله في علم الفطريات. وقد توضّحت طبيعته الشديدة من خلال ما يلي: في اجتماع طبي، عرض بفخر على ذراعيه وصدره ثلاث إصابات مختلفة بالفطريات، وقد سببها لنفسه بالتلقيح وذلك حتى يُثبت أن مدى عدوى الكائنات الحية التي كان يدرسها. ظاهرة كوبنر هي المصطلح العام الذي يطبّق على اكتشافه أن مرضى الصدفية تظهر لديهم آفات جديدة على طول خطوط الرضح.[بحاجة لمصدر]